# Весна (село)
Весна́ (Новоолександрівка, Зноскове, Зносівка (1959 р.), Зноскова Лощина, до 17 лютого 2016 року — Ури́цьке) — село входить до Білозерської міської громади Покровського району Донецької області, Україна.

## Історія
Перша згадка про хутір Новоолександрівка по балці системи річки Водяна (притоки Самари) з'являється у 1888 році, коли він з'являється на карті Ф.Шуберта. Станом на 1908 рік, тут проживали 142 особи (69 дворів).
На початку 20-х років ХХ століття тут була відкрита початкова школа (в 70-х роках — ліквідована). У 1954 році учні навчалися у Степанівській школі. Перші колгоспи в селі виникли у 1930 році, згодом їх об'єднали у колгосп імені М. С. Урицького села Нововодяне. На північ від села Урицького розвідані промислові запаси цегляної сировини. В радянські часи красиву назву села Зноскова Лощина перейменували в село Урицьке. Назву селу дали від прізвища єврея, москвинського революціонера і політичного діяча Моїсея Соломоновича Урицького.
Після закінчення другої світової війни до села переселили багато родин з території Польщі — лемки, бойки.
Належить до історичної Краматорської землі.

## Пам'ятники

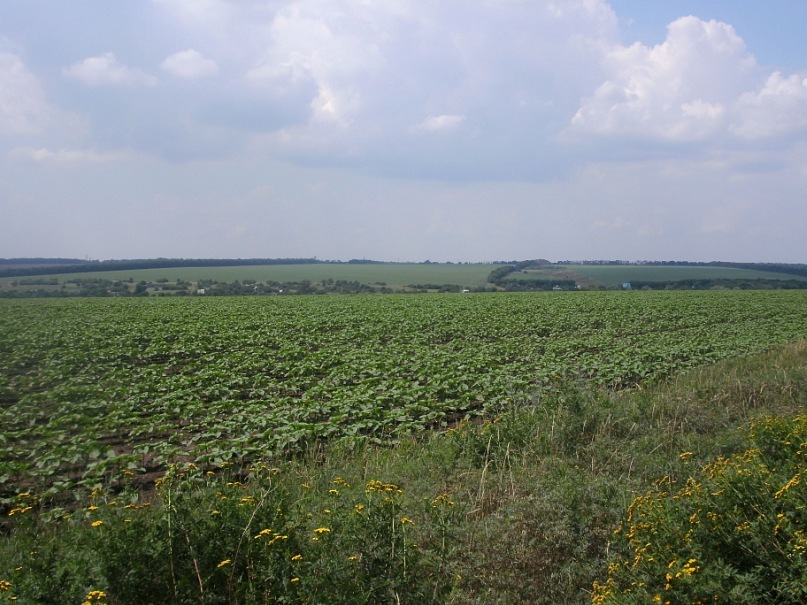
Вид на балку Водяна і село Весна із пагорба з боку села Благодать

У 1990 році зроблено перепоховання останків воїнів, загиблих в боях за село Весна, а в 2003 році відкрито пам'ятник односельцям (64 людини) і визволителям села, загиблим у роки другої світової війни.
ЗНАКОВІ ЛЮДИ
* Гончарова Віра Володимірівна — доярка колгоспу імені М. С. Урицького, нагороджена почесними знаками 3-х пятирічок, медалями За трудову доблесть і Захисник Вітчизни.
* Севастянов Віктор Миколайович — офіцер служби МВС, начальник міліції Новодонецької громади.